# Aeroporto Internacional de Filadélfia
O Aeroporto Internacional da Filadélfia (em inglês:  Philadelphia International Airport) é um aeroporto situado na cidade de Filadélfia na Pensilvânia, Estados Unidos. É atualmente o 9º aeroporto mais movimentado do país em termo de movimentações de aviões (aterragens e levantamentos) e o 27º aeroporto mais movimentado do mundo, a seguir ao Aeroporto Internacional de Sydney.
É também um importante hub da companhia norte-americana US Airways.

## Companhias Aéreas e Destinos
| Companhias Aéreas | Destinos                                       |
| ----------------- | ---------------------------------------------- |
| Copa Airlines     | Cidade do Panamá                               |
| US Airways (HUB)  | Fundiu-se foi incorporada na American Airlines |

## Galeria
- Diagrama do aeroporto
- Terminal A oeste
- Terminal F
- Estação de metrô do aeroportoEstação de metrô do aeroporto